# Tanystylum hummelincki
Tanystylum hummelincki là một loài nhện biển trong họ Ammotheidae. Loài này thuộc chi Tanystylum. Tanystylum hummelincki được miêu tả khoa học năm 1954 bởi Stock.